# کارولین چیکس کیلپاتریک
کارولین جین چیکس کیلپاتریک (زاده ۲۵ ژوئن ۱۹۴۵) یک سیاستمدار سابق آمریکایی است که از سال ۱۹۹۷ تا ۲۰۱۱ نماینده ایالات متحده در حوزه انتخابیه سیزدهم میشیگان  بود. او یکی از اعضای حزب دمکرات است. کیلپاتریک همچنین مادر کوامه کیلپاتریک شهردار سابق دیترویت است.
کارولین جین چیکس در دیترویت به دنیا آمد و از دبیرستان بازرگانی دیترویت فارغ‌التحصیل شد. او سپس از سال ۱۹۶۸ تا ۱۹۷۰ در دانشگاه ایالتی فریس در بیگ راپیدز تحصیل کرد و در سال ۱۹۷۲ مدرک لیسانس خود را از دانشگاه میشیگان غربی (کالامازو) گرفت.